# La Fève
La Fève Al-Fula - twierdza templariuszy leżąca w dolinie Jizreel, na skrzyżowaniu szlaków z Jerozolimy i Tyberiady. Zamek zbudowano na planie prostokąta o wymiarach 120 x 90 metrów i otoczono szeroką fosą. Garnizon zamku liczył  sześćdziesięciu rycerzy. Twierdza utracona po bitwie pod Hittinem w 1187.